# Relaciones Albania-China
Las relaciones Albania–China hacen referencia a los lazos diplomáticos que existen entre Albania y China. Los dos países establecieron relaciones diplomáticas el 23 de noviembre de 1949. Albania tiene una embajada en Beijing y China tiene la suya en Tirana.

## Historia

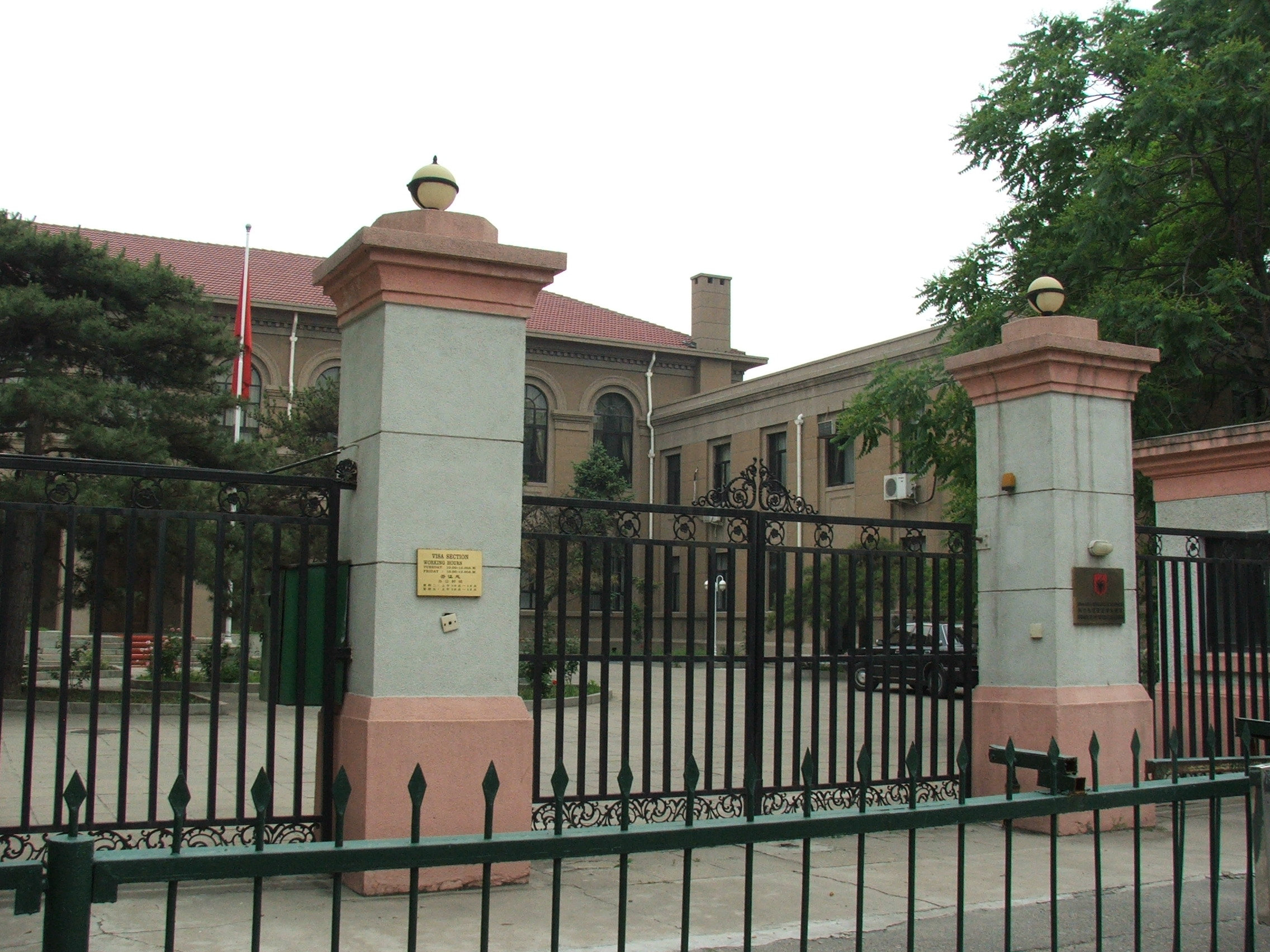
Embajada de Albania en China

Desde la década de los sesenta, la República Popular de Albania bajo Enver Hoxha, presentó una resolución anual en la Asamblea General para transferir al sede de China en la ONU a la República Popular China. El 25 de octubre de 1971, la Resolución 2758, patrocinada por Albania, fue aprobada por la Asamblea, retirando el reconocimiento del ROC como el gobierno legítimo de China y reconociendo al PRC como el único gobierno legítimo de China.

## Acuerdos
En 2001, los dos países firmaron tres acuerdos que abarcan los aspectos financieros, hipotecarios y técnicos de la construcción de una nueva central hidroeléctrica -conocida como Hydro Central- en el norte de Albania. China también prometió 126 millones de dólares en créditos para el proyecto.
El primer ministro albanés, Sali Berisha, visitó a su homólogo chino Wen Jiabao en abril de 2009. Wen presentó una propuesta de cuatro puntos para continuar la cooperación con Albania. Instó a ambos países a:
- Aumentar los intercambios a todos los niveles para consolidar las relaciones políticas aprovechando la oportunidad del 60.º aniversario de los lazos sino-albaneses;
- Promover una cooperación sustancial basada en la igualdad y la reciprocidad y poner más énfasis en las tecnologías de la información, la energía, la infraestructura y la exploración minera;
- Ampliar la cooperación en las esferas de la cultura, la salud pública, la agricultura y el turismo para enriquecer las relaciones bilaterales;
- Fortalecer la coordinación en las Naciones Unidas y otras organizaciones internacionales para salvaguardar los intereses de las naciones en desarrollo y la unidad de las Naciones Unidas.